# San Pascual (Masbate)
San Pascual é um município de  terceira classe de renda municipal (d) na província Masbate, nas Filipinas. De acordo com o censo de 1 de maio  de  2020 possui uma população de 44 449 pessoas e 10 102 domicílios.